# Къртис Мейфийлд
Къртис Лий Мейфийлд (на английски: Curtis Lee Mayfield) е американски соул певец (контратенор), автор на песни, китарист и музикален продуцент.

## Биография
Роден е на 3 юни 1942 година в Чикаго в афроамериканско семейство. Не завършва гимназия и от ранна възраст се занимава с музика, а през 1956 година се включва в групата „Импрешънс“, която през следващите години е сред водещите соул групи. Той е автор на част от песните им, които често са социално ангажирани и стават популярни в движението за граждански права на афроамериканците. От 1970 година работи самостоятелно, продължавайки да издава успешни записи, включително след като през 1990 година претърпява злополука по време на концерт и остава частично парализиран.
Къртис Мейфийлд умира от усложнения при диабет на 26 декември 1999 година в Розуел.